# Biophytum huilense
Biophytum huilense là một loài thực vật có hoa trong họ Chua me đất. Loài này được Killip & Cuatrec. mô tả khoa học đầu tiên năm 1941.